# Skills Challenge
Skills Challenge (izvorni naziv 989 Sports Skills Challenge, poslije preimenovano u Taco Bell Skills Challenge) subotnji je događaj NBA All-Star vikenda kojeg održava National Basketball Association prije NBA All-Star utakmice. Ovo natjecanje prvi puta je održano 2003. godine, a sudionici su razigravači ili bek šuteri. U natjecanju, prvo treba položiti loptu u koš, zatim treba voditi loptu između tri prepreke. Potom igrač mora dodati loptu bez da lopta dodirne tlo, a mora ući u mrežicu. Nakon toga ponovno dodaje loptu ali ovaj puta lopta mora dodirnuti tlo. Zatim igrač odlazi do posebno označenog mjesta i od tamo šutira na koš, popraćeno time uzima loptu i dodaje u treću mrežicu. Kada je igrač to sve obavio uzima loptu prolazi tri prepreke i završava s polaganjem ili zakucavanjem. Kada su svi ovi zadaci obavljeni vrijeme se zustavlja. Od ukupno četiri natjecatelja dvojica s najboljim vremenom prolaze u finale. U finalu, zadaci su isti i tko ima bolje vrijeme osvaja ovo natjecanje. Osnovna pravila vođenja lopte moraju biti poštovana.
Trenutačni pobjednik ovog natjecanja je Steve Nash s vremenom od 29.9 sekundi.

## Pobjednici
|            | Igrači koji su aktivni         |
| Igrač (#)  | Broj osvojenih titula          |
| Momčad (#) | Broj osvojenih titula po klubu |

| Godina    | Igrač           | Momčad              | Vrijeme         |
| --------- | --------------- | ------------------- | --------------- |
| 2002./03. | Jason Kidd      | New Jersey Nets     | 35.1 sekundi    |
| 2003./04. | Baron Davis     | New Orleans Hornets | 31.6 sekundi    |
| 2004./05. | Steve Nash      | Phoenix Suns        | 25.8 sekundi    |
| 2005./06. | Dwyane Wade     | Miami Heat          | 26.1 sekundi    |
| 2006./07. | Dwyane Wade (2) | Miami Heat (2)      | 26.4 sekundi    |
| 2007./08. | Deron Williams  | Utah Jazz           | 25.5 sekundi[a] |
| 2008./09. | Derrick Rose    | Chicago Bulls       | 35.3 sekundi    |
| 2009./10. | Steve Nash (2)  | Phoenix Suns (2)    | 29.9 sekundi    |

## Sudionici
| Igrač (boldirano) | Pobjednici        |
| Igrač (#)         | Broj sudjelovanja |

| Godina    | Igrači                                                                                        |
| --------- | --------------------------------------------------------------------------------------------- |
| 2002./03. | Jason Kidd, Stephon Marbury, Tony Parker, Gary Payton                                         |
| 2003./04. | Earl Boykins, Baron Davis, Derek Fisher, Stephon Marbury (2)                                  |
| 2004./05. | Gilbert Arenas, Earl Boykins (2), Steve Nash, Luke Ridnour,                                   |
| 2005./06. | LeBron James, Steve Nash (2), Chris Paul, Dwyane Wade                                         |
| 2006./07. | Kobe Bryant, LeBron James (2), Chris Paul (2), Dwyane Wade (2)                                |
| 2007./08. | Jason Kidd (2), Chris Paul (3), Dwyane Wade (3), Deron Williams                               |
| 2008./09. | Devin Harris, Jameer Nelson[b], Tony Parker (2), Derrick Rose, Maurice Williams               |
| 2009./10. | Brandon Jennings, Steve Nash (3), Derrick Rose [c] (2), Deron Williams (2), Russell Westbrook |

## Napomene
- a  Deron Williams drži rekord natjecanja s 25.5 sekundi
- b  Jameer Nelson je bio ozlijeđen te ga je Maurice Williams zamijenio
- c  Derrick Rose je bio ozlijeđen te ga je Russell Westbrook zamijenio

## Vanjske poveznice
- Skills Challenge 2010.
- Skills Challenge 2009.
- Skills Challenge 2008.
- Skills Challenge 2007.
- Skills Challenge 2006.
- Skills Challenge 2005.
- Skills Challenge 2004.